# Keresztély Ágost anhalt–zerbsti herceg
Christian August von Anhalt-Zerbst (Dornburg, 1690. november 29. – Zerbst (Anhalt), 1747. március 16.) anhalt–zerbsti herceg, II. Katalin orosz cárnő édesapja.

## Élete
Egy apró német hercegség örököse (Anhalt-Dornburg) testvéreivel, így idegen katonai szolgálatba állt. A porosz király hadseregében szolgált. 1721-ben, 31 éves korában vezérőrnaggyá nevezték ki és a 8. gyalogezred parancsnoka lett.
Harminchét évesen vette feleségül az akkor tizenöt esztendős Johanna Elisabeth von Holstein-Gottorp hercegnőt, akitől két év múlva gyermeke született, Sophie Augusta Friederika von Anhalt-Zerbst, a későbbi II. Katalin cárnő, akit még négy gyermek követett. Halála előtt, néhány évvel, 1742-től, testvérei és távolabbi rokonai halálával, örökli a szomszédos fejedelemséget, Anhalt-Zerbstet is, de önállóan csak néhány hónapig uralkodik. Halála után 1747-től felesége kormányozza hercegségeit fia nevében régensként.

## Forrás
- V. Molnár László: II. Katalin. Észak Szemirámisza.(Rubicon, 1999/3. Oroszország.)